# Guy-David
 (octobre 2015).
Si vous disposez d'ouvrages ou d'articles de référence ou si vous connaissez des sites web de qualité traitant du thème abordé ici, merci de compléter l'article en donnant les références utiles à sa vérifiabilité et en les liant à la section « Notes et références ».
Guy-David, né le 20 décembre 1911 à Poitiers et décédé le 25 août 1980  à Nantes, fils de Amédée David (1885 - 1978) et de Denise Debisson (1892 - 1963), est un peintre français, chevalier de la Légion d'Honneur.

## Biographie
Il épouse en secondes noces Marie Droniou dite Nine (1914 - 2010) à Nantes le 21 août 1943.
Guy-David à toujours dessiné, dès l'âge de 17 ans il faisait des croquis d'audience au tribunal de Poitiers, de son héritage poitevin il tombe amoureux de l'Art roman, peintre figuratif puis la discipline cubiste l'habite et il reçoit les encouragements des peintres de la Section Or et il se lie d'amitié avec Fernand Léger, Jean Metzinger, Jacques Villon et plus tard avec Roger Bissière, Jean Bazaine, Edouard Pignon, Gabriel Robin, André Masson,les poètes Yves Cosson, Paul Fort le prince des poètes, René Guy Cadou l'ami de Louifert et le copain d'école Jean Rousselot en 1949. Lors d'une exposition à la galerie la Boétie à Paris il est remarqué par Picasso pour son tableau "les lottes" secrétaire général et cofondateur des Amis de l'Art à Nantes il sera le correspondant artistique aux journaux Art & Lettres, Presse Océan et aux revues parisiennes Le Peintre, Prisme des Arts et L'œil. Il sera nommé expert en tableaux modernes XIXe siècle et XXe siècle par le tribunal de commerce de Nantes.
Il fera trois livres sur la peinture et son ami le peintre Italien Orfeo Tamburi en traduira un en Italien : Le rendez vous de la peinture de son étude sur l'Apocalypse selon Saint Jean, naîtront 63 tableaux offerts au musée de Nantes, un diaporama sonore avec Pierre Ferré et un film avec Michel Body et l'abbé Emile Letertre.
Il réalisera deux peintures murales la crucifixion et la résurrection au temple protestant de Nantes ainsi que le vitrail en collaboration avec le maître verrier Yves Dehais.
Il est présent dans de nombreux musées de France et à l'étranger il exposera à Nantes, Paris, La Baule-Escoublac, Bordeaux, La Bourboule, Casablanca, Rabat, New York, Bruxelles, Cardiff, Munich, Bonn etc., et depuis 1951 dans de nombreuses villes Italiennes ou il recevra de nombreuses distinctions médailles d'or à Baggutta Spotorno, Sassoferrato, Ferrare, médaille d'argent de la ville d'Ancône, le prix de la Petite Europe à Sassoferrato et le prix de la Biennale d'Art Sacré à Bologne, prix des peintres internationaux pour peindre le Cervin à Cervinia Breuil en 1961 .
Il est victime d'un AVC en été 1979 dont il se remet difficilement et tombe dans le coma après une intervention chirurgicale et s'éteint dans l’après-midi du 25 août 1980. Il repose au cimetière Miséricorde à Nantes.